# Иштван Молнар
Иштван Молнар (Мукачеве, 27. јануар 1968 — Ужгород, 21. јун 1993) био је украјински и совјетски сликар, илустратор и музичар мађарског порекла.
Рођен је 27. јануара 1968. године у Мукачеву, граду у Закарпатској области, али је цео живот провео у Ужгороду. Иштван је од малих ногу био веома добар у цртању, а са 14 година је почео студије на Уметничкој школи, где је започео своју професионалну каријеру. Наставници су одмах приметили његову изванредну личност и квалитете који одликују вођу и максималисту.
1986. године Иштван почиње активно да учествује на регионалним, националним и међународним изложбама, а са својим истомишљеницима је организовао сензационално маштовито удружење које су назвали „Лево око“. Њихове изложбе су биле успешне и изазвале су велико интересовање и пажњу јавности. Иста група је касније организовала рок бенд „St. Pauli Guys“, што је био почетак потпуно развијене креативе и безбрижне каријере. Од 1988. године је радио у позоришту као графички дизајнер и поново је почео да црта.
У делима Иштвана Молнара, период од 1988 до 1989. године је вероватно био најпродуктивнији период његовог живота - створио је више од двадесет дела која стручњаци и критичари повезују са светлосним периодом. У јесен 1989. године, Иштван је отишао да студира на Лавовску уметничку академију и достигао је потпуно нови ниво свог развоја. Град Лавов је био уметнички центар Западне Украјине и колевка националних традиција. Вековна историја Галиције била је повезана са Руским царством, Пољском и Аустроугарском, и у њој су се преплитале многе културе. На Лавовској уметничкој академији, Иштван се коначно одлучио за уметнички правац, а то је био експресионизам. Ипак, особље академије није подржало Молнара у његовом избору и чак су му компликовали живот колико су могли, али он је био непоколебљив у свом избору. Студирао је и вежбао цртајући слике у стилу европских и светских класика с почетка двадесетог века, неретко експериментишући. На крају је заболео изванредно дело аустријског експресионисте Егона Шилеа. Креативно удружење „Лево око“ се још увек развијало. Иштван и остали су имали изложбе у Ужгороду и Будимпешти, а затим су уследиле колективне изложбе у Националном музеју у Лавову, Жешову, Будимпешти, Берлину, Чикагу, Минеаполису и Медисону. У САД су изложена два Иштванова рада: „Вуко младунче“ (1990) и „Мачке“ (1991).
Иштван се није растајао од своје гитаре чак ни у студентском дому. Музички свет групе U2 пратио га је током целог живота и помогао му да помери границе у смислу креативности. Дела Егона Шилеа су на њега утицала изузетно много и 1992. године је настала серија дела коју Молнарови савременици тек треба да у потпуности цене.
Важно је нагласити да је Иштван био и студент на размени. Током студија на Академији уметности у Будимпешти, један од наставника је подстицао своје ученике да „уче цртање од овог момка“. Многи ученици су искористили прилику да остану у Будимпешти.
На крају, Иштван је одлучио да се врати у Лавов и 1993. годину, последњу годину његовог живота, обележила је нова серија слика: „Тотем 1“, „Тотем 2“, „Тотем 3“ и „Пуж“. Неколико дана пре смрти, насликао је своје „дрво бола и горчине“. Преминуо је 21. јуна 1993. године у Ужгороду. Уметничко наслеђе Иштвана Молнара је разочаравајуће мало. Нацртао је не више од 60 слика, које су продате у све крајеве света. Али његове изложбе се и даље приказују, с времена на време се појављују публикације, а емитују се и специјалне ТВ емисије посвећене његовом животу. Интересовање за његовим сликама је константно присутно.